# أربيان خليلي
الأربيان الخليلي (باللاتينية: Anthemis hebronica) نوع نباتي يتبع جنس الأربيان من الفصيلة النجمية.

## الموئل والانتشار
موطنه بلاد الشام وسيناء.